# Montbrison-sur-Lez
Montbrison-sur-Lez (bis 1. Januar 2004 offiziell Montbrison) ist eine französische Gemeinde mit 269 Einwohnern (Stand 1. Januar 2022) im Département Drôme in der Region Auvergne-Rhône-Alpes.
Die Gemeinde liegt am Ufer des Flusses Lez. Die Rebflächen des Ortes liegen im Weinbaugebiet des südlichen Rhônetals. Die Weine dürfen unter den Herkunftsbezeichnungen Côtes du Rhône sowie der qualitativ strikteren Côtes du Rhône Villages vermarktet werden.

## Weblinks

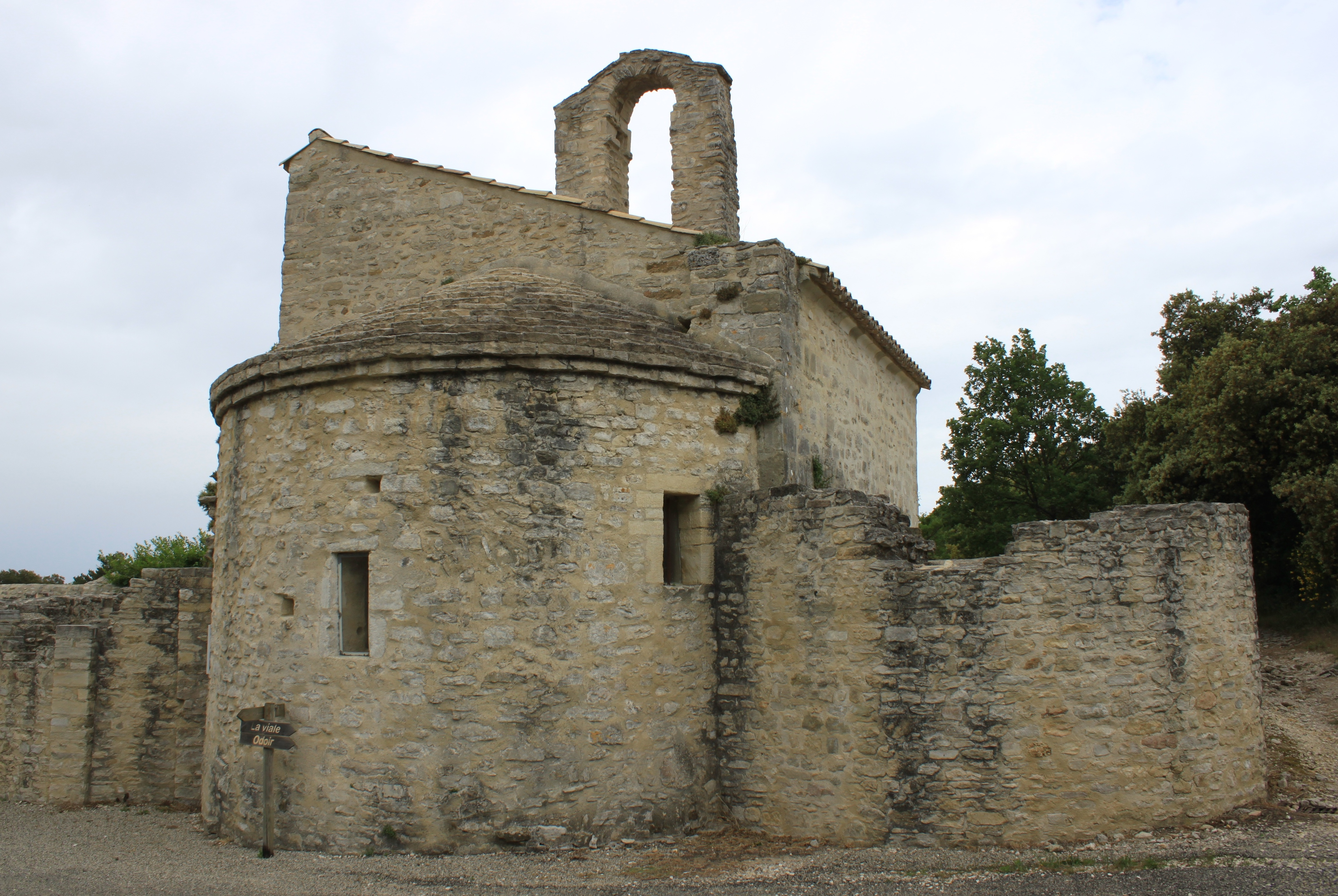
Ruinen des ehemaligen Cluniazenser-Priorates in Montbrison

## Bevölkerungsentwicklung
| Jahr                       | 1962 | 1968 | 1975 | 1982 | 1990 | 1999 | 2007 | 2016 |
| Einwohner                  | 210  | 208  | 198  | 258  | 266  | 312  | 310  | 286  |
| Quellen: Cassini und INSEE |      |      |      |      |      |      |      |      |